# بانكوك في خطر (فلم 2008)
بانكوك دينجروس، (بالإنجليزية: Bangkok Dangerous) ، هو فيلم جريمة أمريكي، أنتج سنة 2008م، وصور في تايلند ، قام المخرج بانغ برذرز، من بطولة نيكولاس كيج بطل الفيلم، عرض الفيلم في الولايات المتحدة بتاريخ 5 سبتمبر 2008م.

## قصة الفيلم
ذهب جو (نيكولاس كيج) إلى بانكوك بهدف قتل 4 مجرمين، ويقوم جو بعمل قنص ضد أحد المسؤوليين الحكوميين في بانكوك، وتبدأ الفيلم بمشاهد من إطلاق النار بين شخصيات الفيلم وبين قوات الأمن التايلندية .

## طاقم التمثيل
- نيكولاس كيج في دور جو .
- شاهكيرت يامنرام في دور كونج .
- شارلي يونغ في دور فون .
- جيمس ويث في دور شيكاجو .
- نيراتيساي كالجارويك في دور سورات .
- بانورد هيمني في دور أوم .

### بوكس أوفيس
بلغت أرباح الفيلم 40,732,950 دولار .

## وصلات خارجية
- الموقع الرسمي
- مقالات تستعمل روابط فنية بلا صلة مع ويكي بيانات
- Bangkok Dangerous at ميتاكريتيك